# Boothite
La boothite est un minéral très rare de la classe des sulfates qui appartient au groupe de la mélantérite. Il a été nommé en honneur de Edward Booth (1857-1917), chimiste à l'université de Californie.

## Caractéristiques
La boothite est un sulfate de cuivre hydraté de formule chimique CuSO4·7H2O. Elle cristallise dans le système monoclinique. Les cristaux sont très rares, complexes, généralement massif à structure fibreuse ou cristalline. Sa dureté sur l'échelle de Mohs est comprise entre 2 et 2,5.

## Classification
Selon la classification de Nickel-Strunz, la boothite appartient à "07.CB: Sulfates (séléniates, etc.) sans anions additionnels, avec H2O, avec des cations de taille moyenne", avec les minéraux suivants : dwornikite, gunningite, kiesérite, poitevinite, szmikite, szomolnokite, cobaltkiesérite, sandérite, bonattite, aplowite, boyléite, ilésite, rozénite, starkeyite, drobecite, cranswickite, chalcanthite, jôkokuite, pentahydrite, sidérotile, bianchite, chvaleticéite, ferrohexahydrite, hexahydrite, moorhouséite, nickelhexahydrite, retgersite, biebérite, mallardite, mélantérite, zinc-mélantérite, alpersite, epsomite, goslarite, morénosite, alunogène, méta-alunogène, aluminocoquimbite, coquimbite, paracoquimbite, rhomboclase, kornélite, quenstedtite, lausénite, lishizhénite, römerite, ransomite, apjohnite, bilinite, dietrichite, halotrichite, pickeringite, redingtonite, wupatkiite et méridianiite.

## Formation et gisements
La boothite a été découverte dans la mine Alma, à Leona Heights, comté d'Alameda (Californie, États-Unis) comme produit d'altération de la chalcopyrite et associée à la chalcanthite, à la mélantérite et à la pisanite. Elle a également été décrite dans d'autres endroits de Californie et dans les états nord-américains d'Arizona, du Massachusetts, du Montana, du Nevada et de l'Utah. En dehors des USA, elle a été décrite en Australie, en France, en Italie, en Norvège, en Russie et au Chili.